# Philippe Violeau
Pour les articles homonymes, voir Violeau.
 (janvier 2019).
Si vous disposez d'ouvrages ou d'articles de référence ou si vous connaissez des sites web de qualité traitant du thème abordé ici, merci de compléter l'article en donnant les références utiles à sa vérifiabilité et en les liant à la section « Notes et références ».
Philippe Violeau est un footballeur français né le 19 août 1970 à Challans (Vendée). Il a évolué au poste de milieu de terrain.

## Biographie
Il commence le football au club de Froidfond puis à la Roche-sur-Yon en Vendée . Devenu professionnel aux Chamois niortais, il évolue tout d'abord en Ligue 2. 
Repéré par Guy Roux, il s'engage en 1993 avec l'AJ Auxerre, où il va connaître ses premiers titres de footballeur professionnel et une renommée dans le championnat français. En effet, il remporte à deux reprises la Coupe de France (1994 et 1996) et le titre de Champion de France (1996). 
En 1997, il s'engage dans le club français qui monte, l'Olympique lyonnais. Dans le Rhône, il va contribuer aux premiers succès de ce club : il remporte ainsi la Coupe de la Ligue en 2001 et de nouveau le Championnat de France de ligue 1 en 2001-2002, en 2002-2003 et 2003-2004. Cependant, il n'a qu'une infime part dans le dernier titre de Champion de France, car il retourne à l'AJ Auxerre en août 2003. 
À l'OL, il joue de moins en moins, c'est la raison pour laquelle il retourne en Bourgogne, sous la coupe de Guy Roux. Il y remporte une nouvelle Coupe de France en 2005. À l'été 2006, après une dernière saison sous les ordres de Jacques Santini, il est en fin de contrat et décide de raccrocher les crampons. Il aura notamment marqué 13 buts lors de son parcours en Ligue 1. 
Une fois sa carrière de footballeur terminée, il exerce la profession de conseiller en gestion de patrimoine pour les footballeurs professionnels, associé avec Romain Battiston. En 2019, il devient le président de son club formateur, La Roche-sur-Yon Vendée Football, avec pour ambition de lui redonner « une place de choix dans le paysage footballistique ». Sa première saison à la tête du club, alors en National 3, se déroule de façon honorable, puisque l'équipe première occupe la tête de sa poule de championnat. Cependant, alors que l'épidémie de covid-19 sévit, les championnats amateurs sont brusquement stoppés et la montée est attribuée dans chaque poule à l'équipe possédant le rapport points par match le plus important. Ce sont ainsi les Voltigeurs de Châteaubriant, qui comptent un match en moins, qui accèdent à l'échelon supérieur. Le club tente alors tous les recours possibles pour conserver les égards dus à son classement. Néanmoins, après une saison à la tête du club, marquée par l'échec de l'accession en N2, Violeau quitte la présidence et le conseil d'administration du club.
En tant que joueur, il laisse le souvenir d'un joueur discret, ratisseur infatigable de ballons. Même s'il ne devint jamais un joueur de renommée internationale, il possède un beau palmarès.

## Palmarès
- Champion de France en 1996 avec l'AJ Auxerre, en 2002, en 2003 et en 2004 avec l'Olympique lyonnais
- Vainqueur de la Coupe de France en 1996 et en 2005 avec l'AJ Auxerre
- Vainqueur de la Coupe de la Ligue en 2001 avec l'Olympique lyonnais
- Vainqueur du Trophée des Champions en 2002 et en 2003 avec l'Olympique lyonnais
- Vice-champion de France en 2001 avec l'Olympique lyonnais
- Finaliste du Trophée des Champions en 2005 avec l'AJ Auxerre[5].